# Patrick Kemper
Patrick Paul Kemper Thiede (Ciudad del Este, 29 de marzo de 1981) es un empresario y político paraguayo. Desde 2018 es senador nacional. Desde 2024 representa al Partido Colorado, anteriormente fue miembro, presidente y fundador del Partido Político Hagamos.

## Biografía

### Vida personal y familiar
Nació el 29 de marzo de 1981 en Ciudad del Este, Alto Paraná. Es hijo de Félix Kemper y Helga Thiede.
El 23 de julio de 2011 se casó con María Sabrina Castorino Montanaro, con quien tuvo cuatro hijos.

### Educación
Cursó sus estudios primarios y secundarios en el colegio Goethe. Allí fue electo presidente de su clase.
Obtuvo una licenciatura en Administración y Gestión Empresarial de la Universidad Americana. En dicha institución demostró un temprano interés por la política, siendo electo tesorero y luego vicepresidente del Centro de Estudiantes.
Cursó un máster en Dirección Financiera dictado por la Universidad de Barcelona y la EAE Business School. También cursó un máster en Gobernanza Estratégica y Comunicación Política, dictado por la George Washington University.
Además obtuvo el Executive Certificate in Public Leadership, al completar los programas de la John F. Kennedy School of Government, de la Universidad de Harvard:
- Public Narrative: Leadership, Storytelling, and Action Program (2021).
- Negotiation Strategies: Building Agreements Across Boundaries Program (2021).
- Senior Manager in Government (2022).

## Trayectoria política

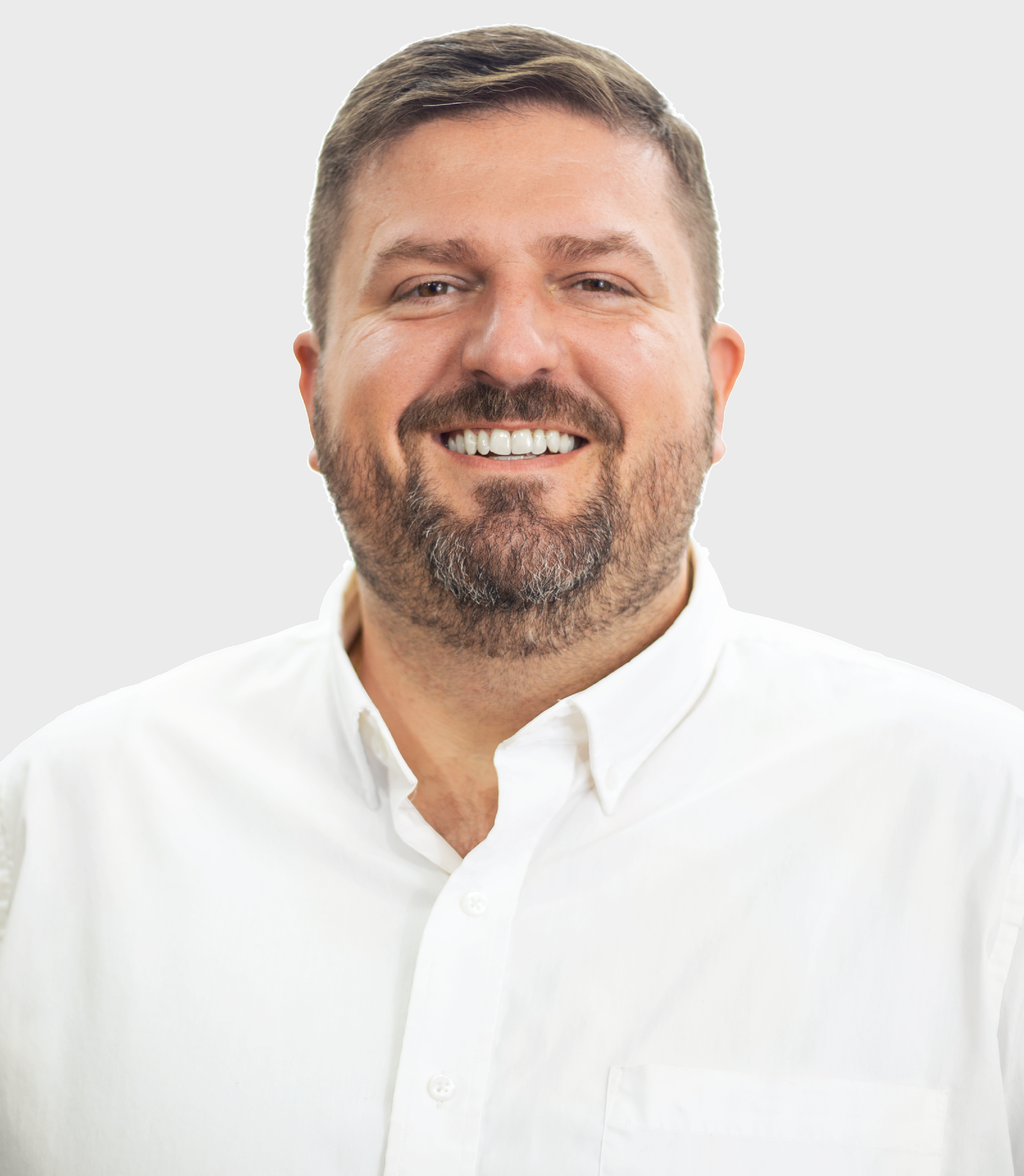
Fotografía usada por la campaña de Kemper durante las elecciones generales de 2023, donde buscó la reelección al Senado.

El 1 de marzo de 2016 fundó el Partido Político Hagamos, de ideología centrista.

### Senador Nacional (2018-2024)
En las elecciones generales de 2018 fue electo senador nacional, por el Partido Hagamos.
En las elecciones generales de 2023 su partido participó como parte de la Alianza Encuentro Nacional, junto al Partido Encuentro Nacional, con el fin de no dividir votos. Fue reelecto para un segundo periodo como senador; si bien obtuvo la menor cantidad obtenida por un senador electo (7315 votos), pudo ingresar al Congreso gracias a los más de 100 000 votos conseguidos por Kattya González, quien lideró la Alianza Encuentro Nacional, en cuya lista se hallaba Kemper. Kemper ha sido objeto de críticas debido a esto luego de abandonar el partido Hagamos para adherirse al Partido Colorado.
Kemper ha sido uno de los principales senadores detrás de la ley de los créditos de carbono, que dice buscar la protección del medio ambiente y el desarrollo económico a través de la inversión extranjera.

Lo que se busca básicamente es tener o darle seguridad jurídica tanto al emisor como a los organismos que, eventualmente, podrían adquirir estos bonos de carbono, entendiendo que, tienen que ser bienes privados y el Estado lo que va a tener en su intervención es el marco regulatorio.

También presentó un proyecto de ley que reglamenta la obtención de visa y residencia para los empresarios extranjeros que quieran invertir su dinero en Paraguay. La idea es facilitar que cualquier extranjero que quiera invertir en el país pueda presentar su solicitud de visa o de residencia de manera digital sin necesidad que el futuro inversor tenga que viajar a Paraguay para iniciar los trámites.
Entre sus propuestas está un proyecto de ley que modifica el Código Penal para tipificar y sancionar con penas superiores a los 5 años los cortes de ruta por parte de piqueteros.